# Brunflo kyrka
Brunflo kyrka är en kyrkobyggnad i Brunflo. Den är församlingskyrka för Brunflo församling i Härnösands stift. Vid kyrkan ligger en kastal från senare delen av 1100-talet.

## Kyrkobyggnaden
Den nuvarande kyrkan byggdes åren 1770 - 1775 av stiftsbyggmästaren Daniel Hagman och Per Hagmansson från Sundsvall på samma plats där det redan på 1100-talet fanns en korskyrka tillägnad Sankt Olof. Tillbyggnad av sakristian 1792 under ledning av stiftets överbyggmästare Simon Geting.

## Inventarier
Kyrkan har en altaruppsats och en predikstol i gustaviansk stil, uppförda av Johan Edler d.ä. åren efter kyrkans invigning 1778 - 1786. Bakom altaruppsatsen finns en effektfull skenperspektivmålning med förgyllning av Jonas Wagenius 1790 - 92.
Dopfunten av sandsten är utförd av den gotländske mästaren Sighraf, verksam 1170-1215. Den tillhör de inventarier som överfördes från den gamla kyrkan. Orgeln byggdes av Johannes Menzel Orgelbyggeri 1986 och har följande disposition: 
| Man I. Huvudverk | Man II. Svällverk   | Pedal        | Koppel |
| ---------------- | ------------------- | ------------ | ------ |
| Borduna 16'      | Hålflöjt 8'         | Subbas 16'   | II/I   |
| Principal 8'     | Fugara 8'           | Principal 8' | II/P   |
| Rörflöjt 8'      | Voix céleste 8'     | Gedackt 8'   | I/P    |
| Oktava 4'        | Lieblich gedackt 8' | Koralbas 4'  |        |
| Koppelflöjt 4'   | Principal 4'        | Hålflöjt 2'  |        |
| Oktava 2         | Spetsgedackt 4'     | Trumpet 16'  |        |
| Mixtur IV        | Waldflöjt 2'        | Skalmeja 4'  |        |
| Sesquialtera II  | Nasat 1 1/3'        |              |        |
| Trumpet 8'       | Scharf III          |              |        |
|                  | Oboe 8'             |              |        |
|                  | Tremulant           |              |        |

På Brunflo kyrkogård finns en gravsten från 1704, rest över lantmätaren Oluf Tresk, som avled hastigt i Brunflo år 1645.

## Sankt Olofs korskyrka
Abraham Hülphers beskrev den gamla korskyrkan strax innan den revs ned år 1775. Han skrev då att kyrkan av sten var den enda korsbyggnaden i landet, att den var mycket gammal och murad av slät kalksten. Att Brunflo kyrka då var Jämtlands enda romanska korskyrka antyder att den haft en särskild ställning inom dåvarande Uppsala stift, som hela Norrland tillhörde på medeltiden. Det finns teorier om att ärkebiskopen var byggherre. Pilgrimsleden från Selånger till Nidaros gick via Brunflo och kyrkan var helgad åt Sankt Olof.

## Kastalen

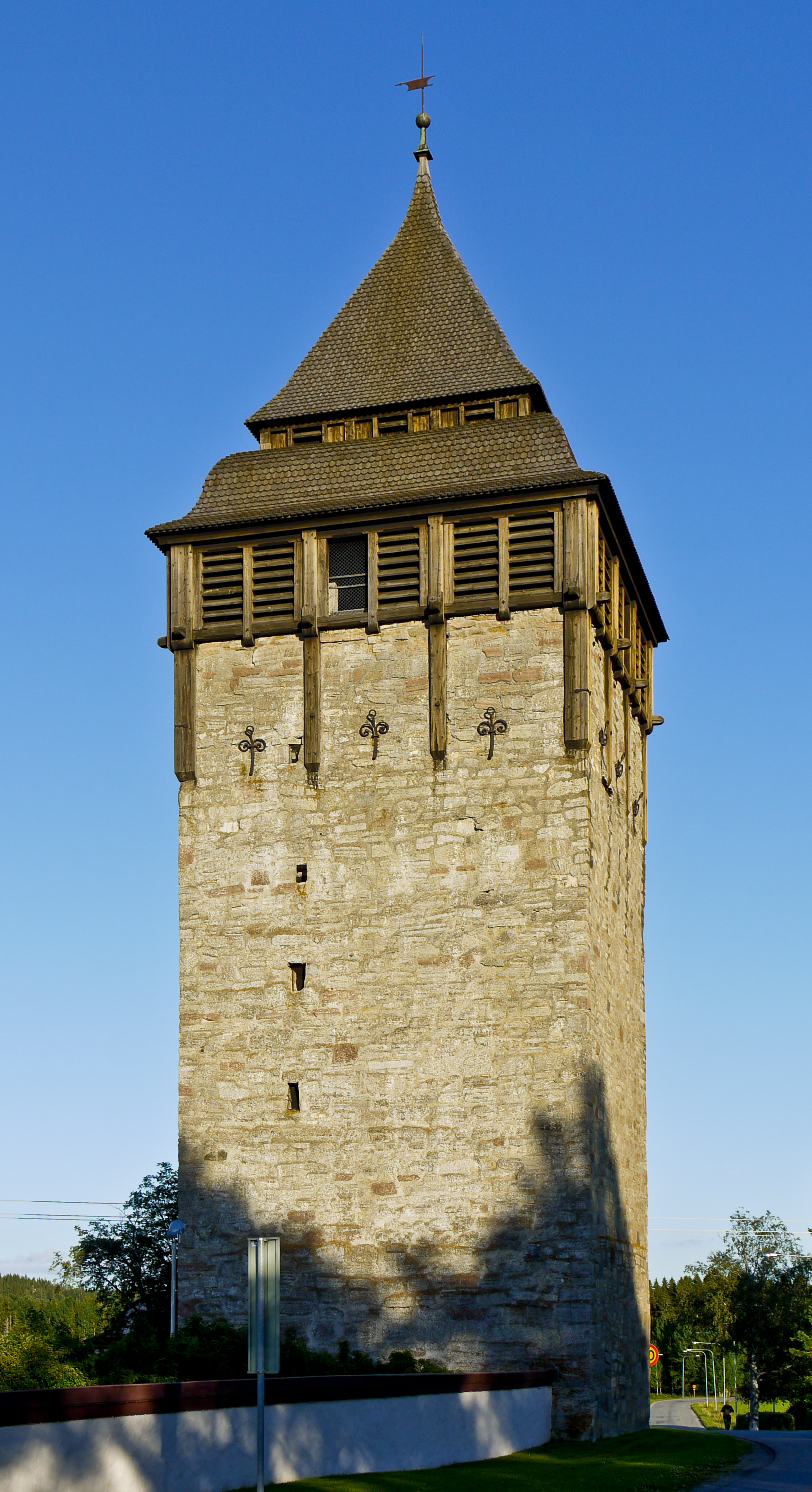
Kastalen

Kastalen från 1100-talet fungerade som magasin för förvaring av insamlade naturalier samt skattepersedlar, vilka tillhörde ärkebiskopen. Den har även haft försvarsfunktion i orostider. I dag fungerar den som klocktorn. Kastalens bas är 9 x 9 meter och murarna är 16,5 meter höga. Tornhuven av trä är byggd senare och är 11 meter hög. I öster finns på bottenvåningen en gammal fönsteröppning och i ett av hörnen finns en trång medeltida trappa.
Vid Sunne kyrka finns rester av en likadan kastal, men den är delvis raserad. Kastaler är mycket ovanliga i norra Sverige, och de två som finns i Jämtland tyder på att området hade en stor betydelse under medeltiden.

## Bildgalleri

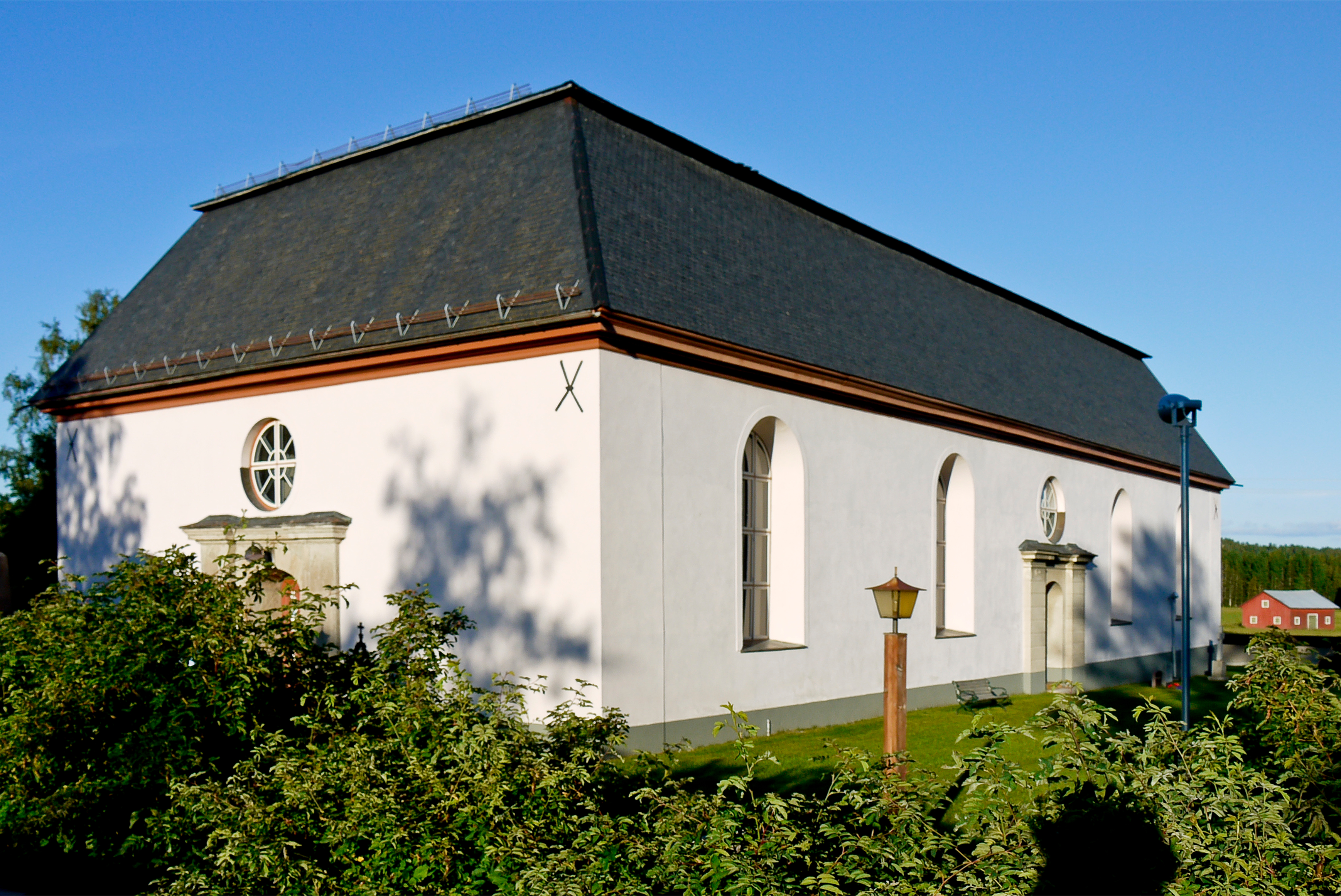
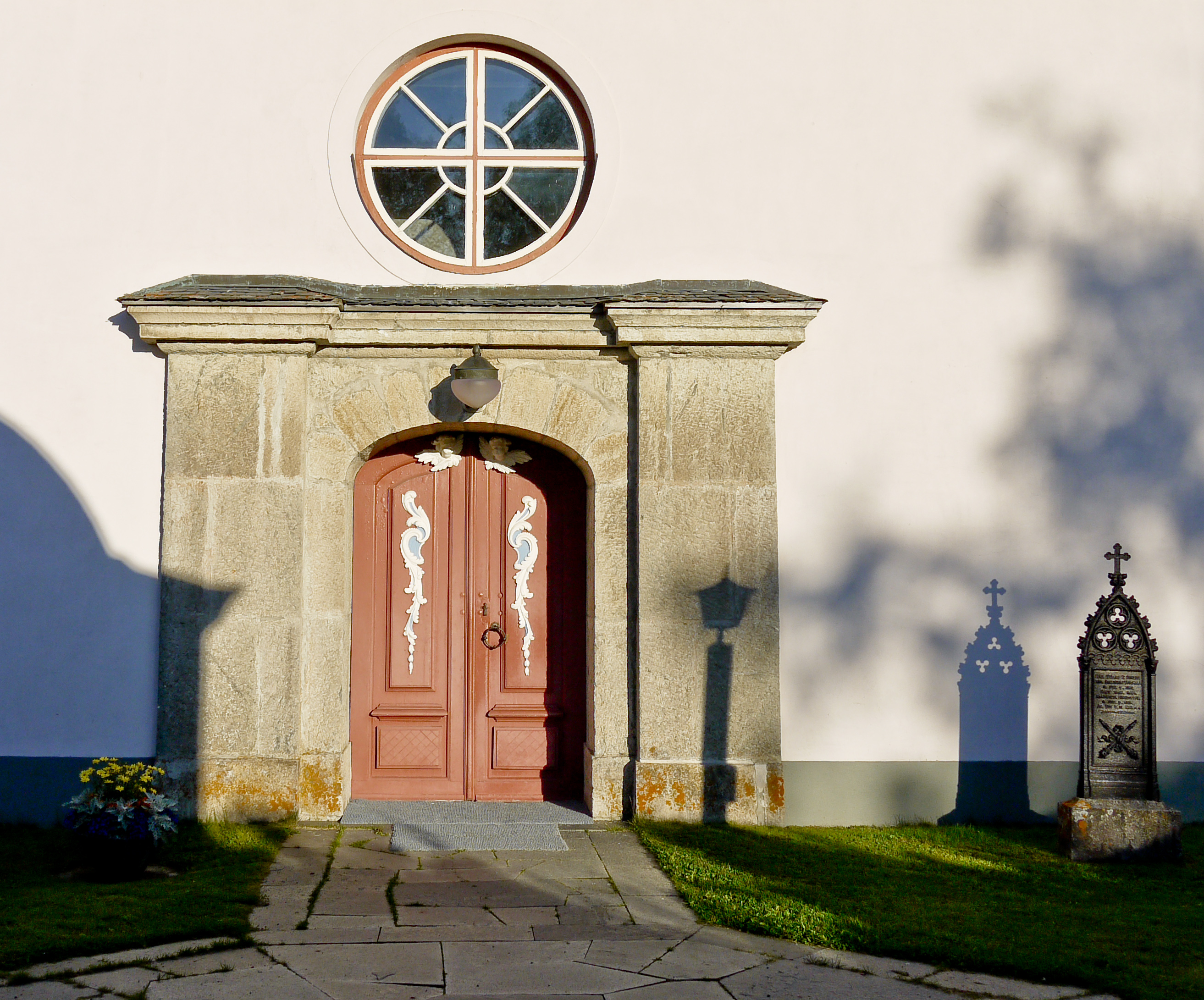
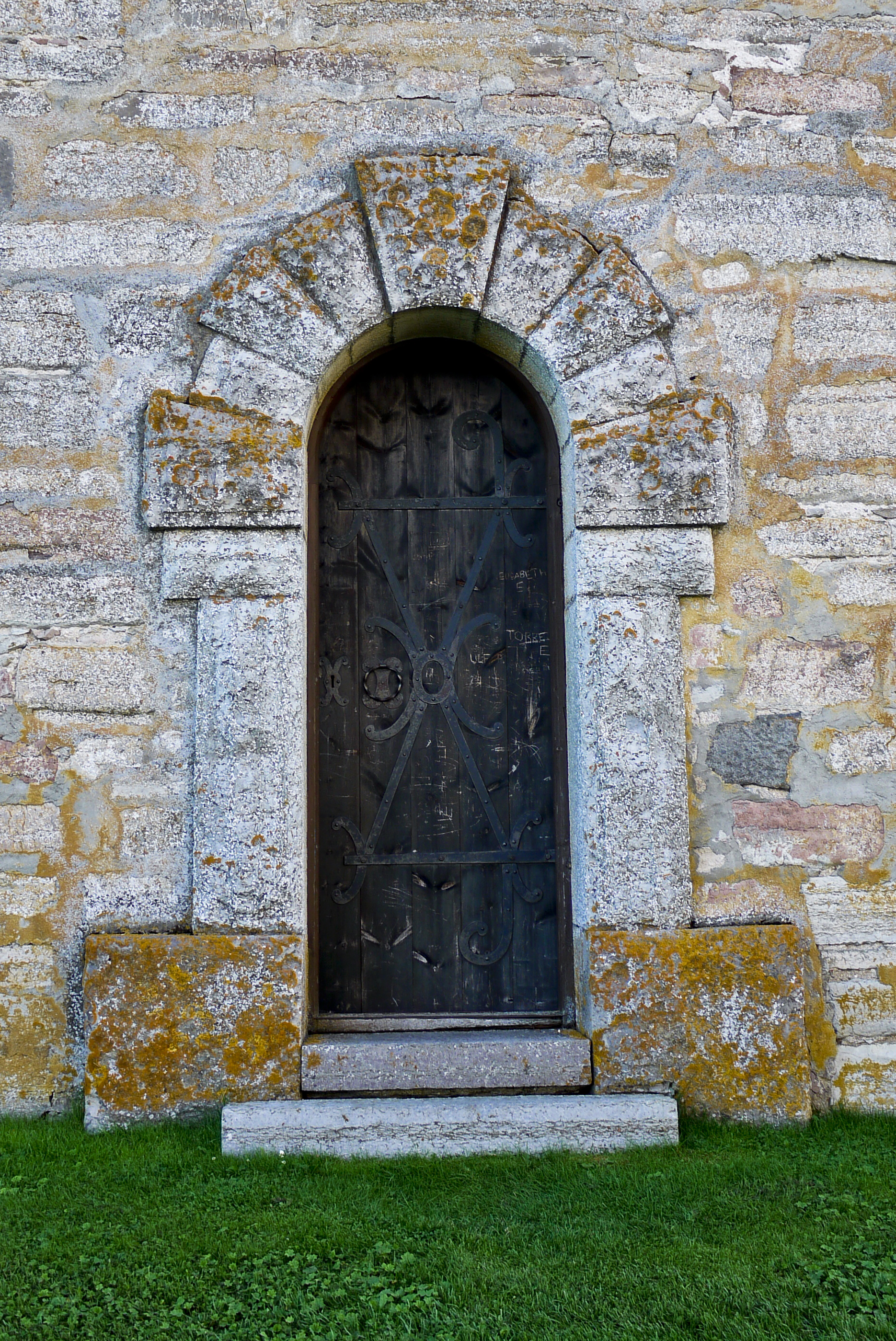
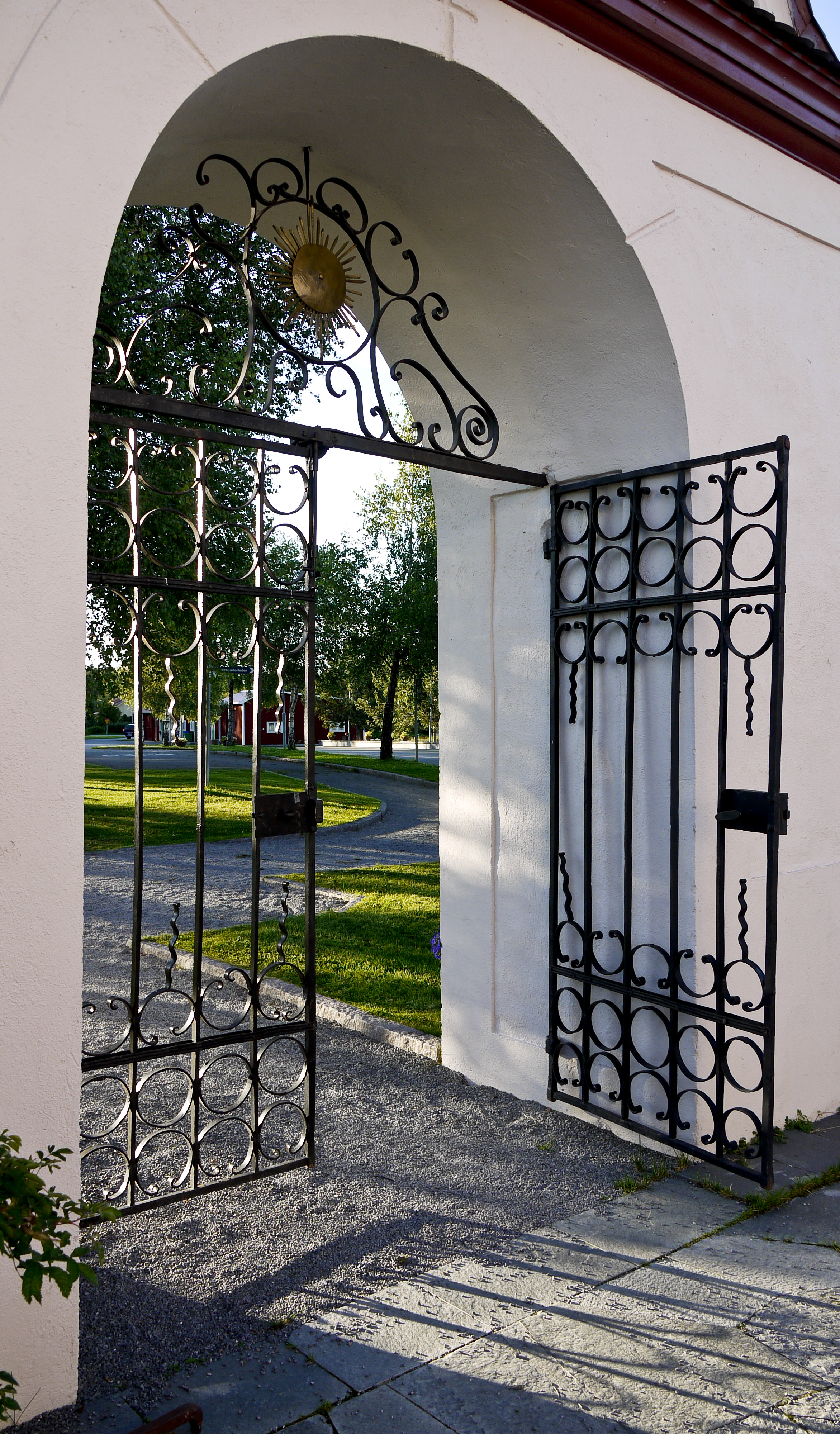